# 吉田隆彦
吉田 隆彦（よしだ たかひこ）は、日本の男性アニメーター、キャラクターデザイナー。
代表作に『ハチミツとクローバー』（総作画監督）、『N・H・Kにようこそ!』（キャラクターデザイン）、『おおきく振りかぶって』（キャラクターデザイン・総作画監督）など。

## 主な参加作品

### テレビアニメ
2001年
- ヴァンドレッド the second stage（作画監督）

2002年
- FF：U 〜ファイナルファンタジー:アンリミテッド〜（作画監督）
- あずまんが大王（原画（12話、22話））
- 最終兵器彼女（作画監督（3話、7話、12話）、原画（1話、7話、12話））
- スパイラル －推理の絆－（作画監督（20話）、原画（14話））

2003年
- カレイドスター（作監協力（6話）、原画（17話））
- GAD GUARD（作画監督）
- クロノクルセイド（作画監督）

2004年
- R.O.D -THE TV-（作画監督）
- 忘却の旋律（原画（12話、20話））

2005年
- ハチミツとクローバー（総作画監督、作画監督（4話、F話）、原画（24話、F話））
- かみちゅ!（原画）
- かりん（原画（予告））

2006年
- よみがえる空 -RESCUE WINGS-（原画（OP））
- ハチミツとクローバーII（総作画監督（11話）、作画監督（1話、7話、11話）、作画監督補佐（12話））
- N・H・Kにようこそ!（キャラクターデザイン、総作画監督、作画監督）
- ゼロの使い魔（原画（11話））

2007年
- おおきく振りかぶって（キャラクターデザイン、総作画監督）

2008年
- シゴフミ（作画監督）
- 灼眼のシャナII（作画監督（21話））
- ロザリオとバンパイア（作画監督（13話））
- モノクローム・ファクター（原画（OP））
- 薬師寺涼子の怪奇事件簿（作画監督（11話）、原画（OP））
- コードギアス 反逆のルルーシュR2（作画監督補佐（16話））
- とある魔術の禁書目録（原画（OP））
- イナズマイレブン（作画監督（7話））

2009年
- 東のエデン（作画監督（5話））

2010年
- おおきく振りかぶって 〜夏の大会編〜（キャラクターデザイン、総作画監督）
- 俺の妹がこんなに可愛いわけがない（原画（OP））

2011年
- 戦国乙女〜桃色パラドックス〜（作画監督（2話））
- うたの☆プリンスさまっ♪ マジLOVE1000%（原画（OP））
- 夏目友人帳 参（原画（OP））
- ゆるゆり（作画監督（6話）、原画（ED、12話））
- 灼眼のシャナIII-FINAL-（原画（OP））
- ベン・トー（作画監督（4話OP））
- C3 -シーキューブ-（作画監督（9話））

2012年
- 妖狐×僕SS（演出（8話）、原画（2話））
- アクエリオンEVOL（原画（15話））
- 夏雪ランデブー（作画監督（2話））
- ソードアート・オンライン（原画（OP2））

2013年
- 俺の妹がこんなに可愛いわけがない。（絵コンテ・演出（6話））
- 魔界王子 devils and realist（ED原画）
- 弱虫ペダル（キャラクターデザイン・総作画監督・OPED作画監督）

2014年
- 弱虫ペダル GRANDE ROAD（キャラクターデザイン）

2015年
- 赤髪の白雪姫（演出（9話））
- To LOVEる -とらぶる- ダークネス 2nd（演出・作画監督・原画（12話））
- ゆるゆり さん☆ハイ!（作画監督（9話））

2016年
- 少年メイド（作画監督（3話））
- マクロスΔ（作画監督・原画（21話））
- タイムボカン24（総作画監督）

2018年
- はたらく細胞（キャラクターデザイン・総作画監督）

2019年
- あんさんぶるスターズ!（作画監督（22話））

2020年
- 魔術士オーフェンはぐれ旅（キャラクターデザイン・総作画監督）

2023年
- Dr.STONE NEW WORLD（作画監督・原画（10話））

2025年
- ヴィジランテ-僕のヒーローアカデミア ILLEGALS-（キャラクターデザイン）

### 劇場アニメ
2006年
- ブレイブ ストーリー（原画）

2009年
- 劇場版 NARUTO -ナルト- 疾風伝 火の意志を継ぐ者（原画）

2010年
- 劇場版 NARUTO -ナルト- 疾風伝 ザ・ロストタワー（原画）
- 宇宙ショーへようこそ（原画）

2011年
- 劇場版イナズマイレブンGO 究極の絆 グリフォン（作画監督）

2022年
- ぼくらのよあけ（アニメーションキャラクターデザイン・総作画監督）

### OVA
2002年
- うさぎちゃんでCue!!（原画（3話））
- アーケードゲーマーふぶき（原画（3話））

2009年
- DOGS/BULLETS&CARNAGE（作画協力、原画）

2010年
- 夜桜四重奏 〜ホシノウミ〜（原画（OP））

2012年
- 猫神やおよろず（原画）